# Oorlog van de Acht Prinsen
De Oorlog van de Acht Prinsen (291-306) was een successieoorlog tussen leden van de familie Sima, de heersersfamilie van de Chinese Jin-dynastie. De oorlog kenmerkte zich door bloedige veldslagen en betekende voor Noord-China het begin van een langdurige economische, sociale en politieke crisis. De Jin raakten militair zo verzwakt dat zij niet konden verhinderen dat nomadische ruitervolkeren uit het noorden en westen eigen staten gingen vestigen in Noord-China. Dit leidde tot het verlies van de noordelijke provincies voor de Jin en het begin van de Periode van de Zestien Koninkrijken. 

## Benaming
De burgeroorlog staat in de Chinese historiografie bekend als de Oorlog van de Acht Prinsen, omdat in hoofdstuk 59 van de Jinshu, de officiële dynastieke geschiedenis van de Jin-dynastie, de biografieën van (toevallig) acht prinsen vermeld staan. Dit zijn:

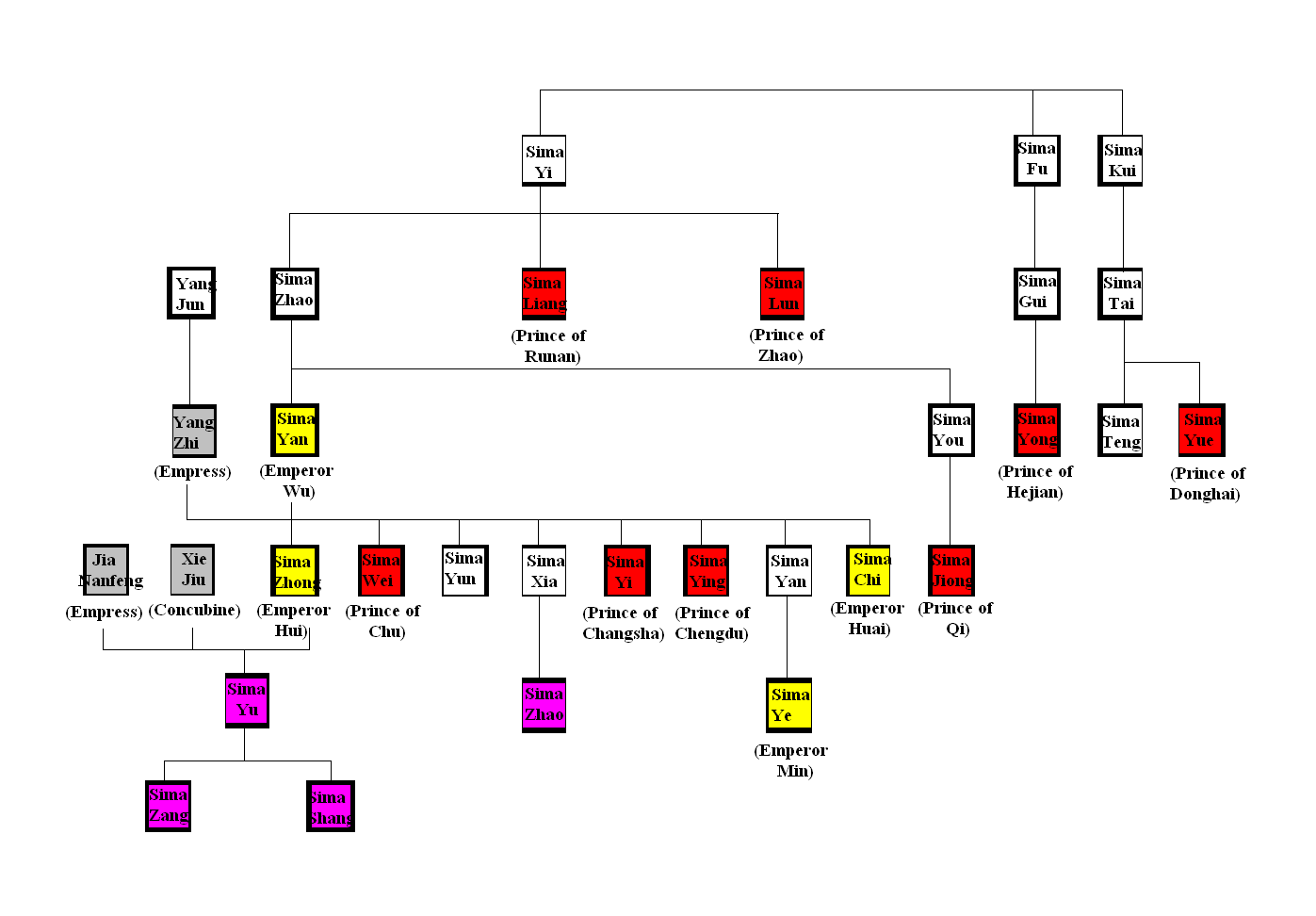
Stamboom van de 'Acht Prinsen' (rood), keizers (geel), kroonprinsen (paars) en clans van de keizerinnen (grijs).

- Sima Liang (司馬亮), …-291, prins van Ru’nan (汝南) en oudoom van keizer Hui.
- Sima Wei (司馬瑋), 271-290, prins van Chu (楚), (half)broer van keizer Hui en volle broer van Sima Yi.
- Sima Lun (司馬倫), <249-301, prins van Zhao (趙) en oudoom van keizer Hui.
- Sima Jiong (司馬冏), …-302, prins van Qi (齊) en neef van keizer Hui.
- Sima Yi (司馬乂), 277-304, prins van Changsha (長沙), (half)broer van keizer Hui en volle broer van Sima Wei.
- Sima Ying (司馬穎), 279-306, prins van Chengdu en (half)broer van keizer Hui.
- Sima Yong (司馬顒), …-306, prins van Hejian (河間) en verre verwant van keizer Hui.
- Sima Yue (司馬越), …-311, prins van Donghai (東海) en verre verwant van keizer Hui.

Volgens de traditionele geschiedschrijving begon de oorlog in 291, toen twee van de genoemde prinsen op bevel van de keizerin werden vermoord. Deze gebeurtenissen waren echter niet meer dan paleisrevoluties en beperkten zich tot de hoofdstad Luoyang. Met uitzondering van de noordgrens werd er in de daaropvolgende tien jaar in het rijk niet gevochten. De grootschalige gevechten begonnen pas in 301, zodat feitelijk slechts zes van de in de Jinshu genoemde prinsen bij de burgeroorlog zelf waren betrokken.
Een prins die niet apart in de Jinshu is vermeld, maar wel een rol speelde in de burgeroorlog was:
- Sima Yun (司馬允), …-300, prins van Huainan (淮南王) en (half)broer van keizer Hui.

Alle prinsen voerden de titel wang (王), wat vaak als 'koning' wordt vertaald. Die vertaling kan hier echter verwarrend werken, omdat het gaat om familieleden van de keizer. De familieleden ontvingen leengoederen van de keizer, mochten de inkomsten van die goederen behouden en dienden een leger te onderhouden. Zij bezaten echter geen soevereine rechten en werden (formeel) gecontroleerd door ambtenaren die door de keizer waren aangesteld.

## Oorzaken

### Militaire positie van de prinsen
Keizer Wu (晉武帝, 265-290) gaf bij de vestiging van zijn Jin-dynastie aan een groot aantal van zijn familieleden gebieden in leen. Zij moesten in die gebieden gaan wonen en dienden een eigen leger te onderhouden. Zo konden zij steun verlenen als er in de hoofdstad door ministers of generaals (dus door andere families dan de Sima) een poging tot staatsgreep werd gedaan. Na de verovering van Wu in 280 was het rijk verenigd. De legers van de provinciale gouverneurs werden ontbonden verklaard. De wapens dienden te worden ingeleverd en de soldaten moesten voortaan land gaan bewerken. Deze demobilisatie mislukte, omdat de wapens aan de noordelijke nomadenstammen werden verkocht en veel ex-soldaten wegtrokken om zo te ontsnappen aan de zware belastingen die aan boeren werden opgelegd. De keizer verloor zo zijn eigen legers. De prinsen in de leengebieden behielden daarentegen hun persoonlijke legers, zodat zij uiteindelijk de enige militaire macht in het rijk vormden. Zij kregen opdracht met hun legers garnizoenen te vormen in de belangrijkste steden, die vaak ver weg lagen van hun oorspronkelijk leengebied. Prinsen die werden gelegerd in de nabijheid van de hoofdsteden Luoyang en Chang'an kregen zo de mogelijkheid actief in te grijpen.

### Keizer met verstandelijke beperkingen
Keizer Wu werd opgevolgd door zijn oudste (nog levende) zoon, keizer Hui (Sima Zhong, 司馬衷, 259-307, keizer 290-307). Hij leed aan mentale retardatie, wat hem tot een willoze en volledig te beheersen figuur maakte. Dit bood facties aan het hof kansen de feitelijke macht naar zich toe te trekken, waardoor leden van de Sima familie naast de mogelijkheid nu ook de gelegenheid kregen actief in te grijpen. Dit leidde uiteindelijk tot de bloedige machtsstrijd van 301-305.

## Verloop

### Paleisrevoluties

#### Yang-clan (290-291)
Na de dood van keizer Wu in 290 werd Yang Jun (楊駿, …-291), vader van keizerin-weduwe Yang Zhi (楊芷, 259-292), regent voor Hui, de nieuwe keizer. Yang Jun had, samen met zijn broers Yang Yao (楊珧) en Yang Ji (楊濟) ook al tijdens de laatste jaren van de regering van keizer Wu de feitelijk macht uitgeoefend. De nieuwe keizerin, Jia Nanfeng (賈南風, 257-300), wenste meer macht voor haar eigen familie. In 291 gaf zij opdracht aan Sima Wei, prins van Chu en Sima Yun (司馬允), prins van Huainan (淮南王) om met hun troepen Luoyang, de hoofdstad, te bezetten. Vervolgens werd de Yang-clan eerst militair uitgeschakeld en daarna volledig uitgemoord. Mogelijk ging het daarbij om meerdere duizenden personen. Alleen keizerin-weduwe Yang Zhi (de moeder van keizer Hui) werd gespaard, zij werd onder huisarrest geplaatst en stierf in 292.

#### Jia-clan (291-300)
Sima Liang, prins van Ru'nan en oudoom van de keizer was in 290 als regent gepasseerd door Yang Jun. Hij werd nu de nieuwe regent. Dit betekende opnieuw een gevaar voor keizerin Jia en de positie van haar clan. Drie maanden later, in de zomer van 291 werd Sima Liang op bevel van de keizerin door Sima Wei gedood. Onmiddellijk daarop werd, eveneens op bevel van de keizerin, Sima Wei zelf terechtgesteld. In de historische traditie werd Sima Liang beschouwd als de eerste en Sima Wei als de tweede van de Acht Prinsen. 
Gedurende de volgende tien jaar lag de macht volledig bij de familie Jia. Keizerin Jia zelf had geen kinderen. Haar echtgenoot, keizer Huai had wel een zoon bij Xie Jiu, een van zijn concubines. Dat was kroonprins Sima Yu (司馬遹, 278-300). Naarmate hij ouder werd, vormde hij een steeds grotere bedreiging voor de positie van de Jia-clan. In 299 verklaarde de keizerin de kroonprins voor afgezet en liet zijn moeder executeren. In 300 werd de kroonprins zelf vermoord. Sima Lun, de prins van Zhao, was op dat moment commandant van de troepen in de hoofdstad. Hij benutte deze gelegenheid om de familie Jia uit te schakelen. De clan werd uitgemoord, de keizerin gevangengenomen en later óf gedwongen tot zelfmoord óf vergiftigd. Sima Lun werd de nieuwe regent voor de keizer.

### Burgeroorlog

#### Sima Lun, prins van Zhao (300-301)
Sima Lun was een oudoom van de keizer en behoorde niet tot de lijn van troonopvolgers. Toch verklaarde hij de keizer voor afgezet en benoemde zichzelf op 3 februari 301 tot nieuwe keizer. Als jaartitel koos hij Jianshi (建始, 3 februari - 1 juni 301). De oudste kleinzoon van ex-keizer Hui, Sima Zang (司馬臧,) en door Sima Lun eerder aangewezen als kroonprins, werd vermoord. Ex-keizer Hui werd onder huisarrest geplaatst en ontving de titel 'allerhoogste keizer' (Taishang-huang, 太上皇). Deze titel gaf in feite aan dat hij was teruggetreden.
De machtsovername riep weerstand op bij andere leden van de Simaclan. Reeds in 300 had Sima Yun, broer van de in 291 terechtgestelde Sima Wei en commandant van een troepenmacht in de hoofdstad, de bedoeling van Sima Lun onderkend. Hij werd na bloedige straatgevechten door het leger van Sima Lun uitgeschakeld. In het voorjaar van 301 ontstond een alliantie onder leiding van Sima Jiong, prins van Qi en Sima Ying, prins van Chengdu. Sima Jiong was commandant van het garnizoen in Xuchang in het huidige Henan en Sima Ying van het garnizoen in Yecheng in het huidige Hebei. Er volgden zestig dagen van hevige gevechten en veel bloedvergieten. De bronnen spreken van 100.000 doden. Er werd melding gemaakt van een zonsverduistering en genoteerd dat zelfs 'de banen van de vijf planeten door elkaar begonnen te lopen'. Uiteindelijk werd de hoofdstad Luoyang door Sima Jiong en Sima Ying ingenomen. Op 1 juni 301 werd Sima Lun gedwongen tot zelfmoord en werd Hui opnieuw geïnstalleerd als keizer. Omdat Sima Ying zich vervolgens terugtrok naar Yecheng, werd Sima Jiong de nieuwe regent voor de keizer.

#### Sima Jiong, prins van Qi (301-302)
In 302 stierf kroonprins Sima Shang (司馬尚) zonder nakomelingen. Hij was de laatste nog levende kleinzoon van keizer Hui, die nu geen directe erfgenamen meer had. Sima Jiong benoemde Sima Zhao (司馬罩, of Qin? 覃 of Tan? 覃, 294-307), een zevenjarige neef van de keizer, tot kroonprins. Op die manier dacht hij het hof nog meer in zijn greep te kunnen krijgen. Hoewel Sima Ying zich had teruggetrokken naar Yecheng, vond hij toch dat hij het meeste recht had op de titel van kroonprins. Hij besloot tot een aanval op Sima Jiong en werd daarbij gesteund door Sima Yi (prins van Changsha en commandant van de troepen in Luoyang, de hoofdstad) en door Sima Yong (prins van Hejian en garnizoenscommandant van Chang'an, de tweede stad van het rijk). In de winter van 302, nog voordat de troepen van Sima Ying en Sima Yong de hoofdstad hadden kunnen bereiken, sloeg Sima Yi toe. Na drie dagen van bloedige gevechten in Luoyang werd Sima Jiong verslagen en gedood. Sima Yi was de nieuwe regent.

#### Sima Yi, prins van Changsha (302-304)
Sima Yi werd in de bronnen omschreven als een voorzichtig bestuurder, die respect toonde aan de keizer. Om de spanningen te verminderen betrok hij zijn broer Sima Ying steeds bij zijn besluiten. Sima Ying, die weer verbleef in Yecheng, wenste echter zelf de troon over te nemen. In de herfst van 303 trokken Sima Ying en Sima Yong met een groot leger naar Luoyang. Toch slaagden zij er niet in Sima Yi te verslaan en waren gedwongen Luoyang te belegeren. In de lente van 304 werd Sima Yi verraden door Sima Yue, prins van Donghai. Deze verre verwant van Sima Yi was eveneens gelegerd in Luoyang. Sima Yi werd uitgeleverd aan Zhang Fang (張方), een generaal in dienst van Sima Yong. Sima Yi werd door Zhang Fang levend geroosterd.

#### Sima Ying, prins van Chengdu (304)
Sima Ying verklaarde zichzelf tot kroonprins, waarna hij terugkeerde naar Yecheng, omdat hij zich niet veilig voelde in Luoyang. Ook Sima Yong moest terugkeren, omdat in Chang'an een opstand was uitgebroken. De in Luoyang achtergebleven Sima Yue verklaarde Sima Zhao opnieuw tot kroonprins en besloot tot een aanval op Sima Ying. De verstandelijk beperkte keizer Hui moest mee op veldtocht. Sima Yue werd door Sima Ying verslagen bij Dangyin en vluchtte naar Donghai, zijn leenstaat in zuidelijk Shandong. De keizer werd gevangengenomen door Sima Ying en naar Yecheng gebracht.
Vervolgens besloot Sima Teng (司馬腾), broer van de verslagen Sima Yue en gouverneur van de provincie Bingzhou (并州, in het huidige Shanxi) tot een aanval op Sima Ying. Hij werd daarbij geholpen door Wang Jun (王浚), militair bevelhebber van de provincie Youzhou (幽州, het gebied rond het huidige Peking). De cavalerie van zijn leger bestond uit Wuhuan en Xianbei, ruiternomaden uit de noordelijke steppen. Sima Ying had eveneens ruiternomaden in dienst, waaronder Xiongnu. Die trokken zich echter terug naar Bingzhou, waar hun leider, Liu Yuan (刘渊), zich onafhankelijk verklaarde. Hij vestigde zo Han Zhao, de Xiongnu-staat die in 316 een einde zou maken aan de heerschappij van (Westelijke) Jin-dynastie over Noord-China.
Sima Ying werd door de coalitie van Sima Teng en Wang Jun vernietigend verslagen, waarop hij met de hulpeloze keizer richting Luoyang vluchtte. Op weg naar de hoofdstad werden zij door Zhang Fang (de generaal die in dienst van Sima Yong eerder Sima Yi levend had verbrand) gedwongen door te reizen naar Chang'an, de machtsbasis van Sima Yong. Die ontnam Sima Ying de titel van kroonprins en wees Sima Chi, halfbroer van Sima Ying aan als troonopvolger. Dit was de latere keizer Huai (306-311).

#### Sima Yong, prins van Hejian (305-306)
Het keizerlijk hof bevond zich nu in Chang'an en stond onder controle van Sima Yong. Sima Yue, die in 304 naar zijn leengebied in zuidelijk Shandong was gevlucht, had ondertussen met steun van Sima Teng en van gouverneur Wang Jun een nieuwe legermacht opgebouwd. Sima Yong stuurde hierop Sima Ying met een legermacht naar het oosten. Na een poging Sima Yue te stoppen bemerkte Sima Ying dat hij veruit in de minderheid was. Hij vluchtte, maar werd later gevangengenomen en gedood.
De ruitermacht van Xianbei en Wuhuan in dienst van Sima Yue kon in de loop van 306 doorstoten naar Chang'an. Nadat Sima Yong de bergen in was gevlucht, werd de stad door de ruiternomaden geplunderd. Sima Yue bracht de keizer terug naar Luoyang en werd de nieuwe regent. Na het vertrek van Sima Yue nam Sima Yong Chang'an opnieuw in. Sima Yue liet Sima Yong weten hem een hoog regeringsambt te willen geven. Sima Yong geloofde dit bericht en trok naar Luoyang. Op 7 februari 307 werd hij voor de poorten van de stad opgewacht door troepen van Sima Yue en samen met zijn drie zoons gewurgd. Vanaf dat moment was de positie van Sima Yue onomstreden en was de burgeroorlog beëindigd.

#### Sima Yue, prins van Donghai (306-311)
Een half jaar na zijn terugkeer in Luoyang overleed keizer Huai aan voedselvergiftiging. Volgens de bronnen zou hij zijn vergiftigd op bevel van Sima Yue. Kroonprins Sima Chi werd de nieuwe keizer, Huai, maar Sima Yue bleef het keizerlijk hof beheersen. Hij stierf in 311, kort voor de verovering van Luoyang door de Xiongnu van Han Zhao.

## Gevolgen
Door de burgeroorlog werd vooral het gebied rond de hoofdsteden Luoyang en Chang'an zwaar getroffen. Het gebied raakte ontvolkt omdat veel (Han)-Chinese boeren wegtrokken. Een deel vestigde zich in het westelijke deel van het huidige Gansu. Daar had een Chinese gouverneur een effectief en goed georganiseerd bestuur gevestigd. Anderen trokken naar het noorden, naar gebieden beheerst door de Xianbei en de Xiongnu of naar het zuiden, naar het gebied rond het huidige Nanking. Daar had een prins van de Jin-dynastie een betrekkelijke rust weten te handhaven. Pas met de landhervorming onder de Noordelijke Wei in de vijfde eeuw kon deze ontvolking worden tegengegaan en begon een langzaam economisch herstel.
Leden van de Sima-familie hebben elkaar in deze oorlog massaal omgebracht. Van de 25 zonen van keizer Wu overleefden er slechts twee de burgeroorlog. De clan verloor zijn leidende rol in en de militaire controle over Noord-China. De Xiongnu konden er in 304 hun eigen staat Han Zhao vestigen. In 316 vernietigden zij de (westelijke) Jin-dynastie en zagen zich als de rechtmatige opvolger van die dynastie. Voor Noord-China begon daarmee het tijdperk van de Zestien Koninkrijken.